# Sacro Monte d’Orta

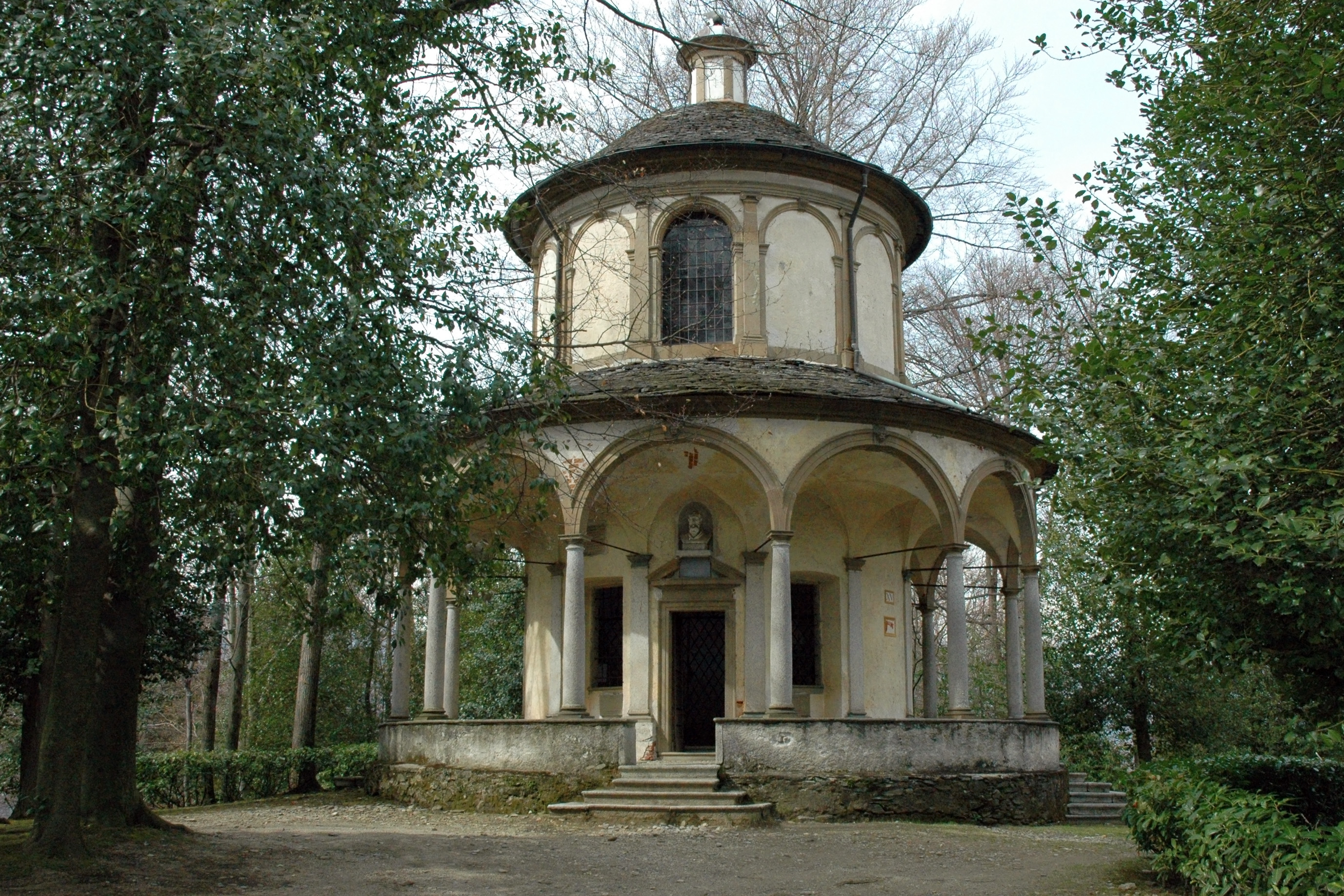
Kapelle XV mit der Darstellung der Stigmatisation des heiligen Franziskus

Der Sacro Monte d’Orta ist eine Wallfahrtsstätte und gehört zu den neun präalpinen Sacri Monti im Piemont und in der Lombardei, die 2003 zum Weltkulturerbe erklärt wurden. Er befindet sich oberhalb der Gemeinde Orta San Giulio in der Provinz Novara.

## Geschichte

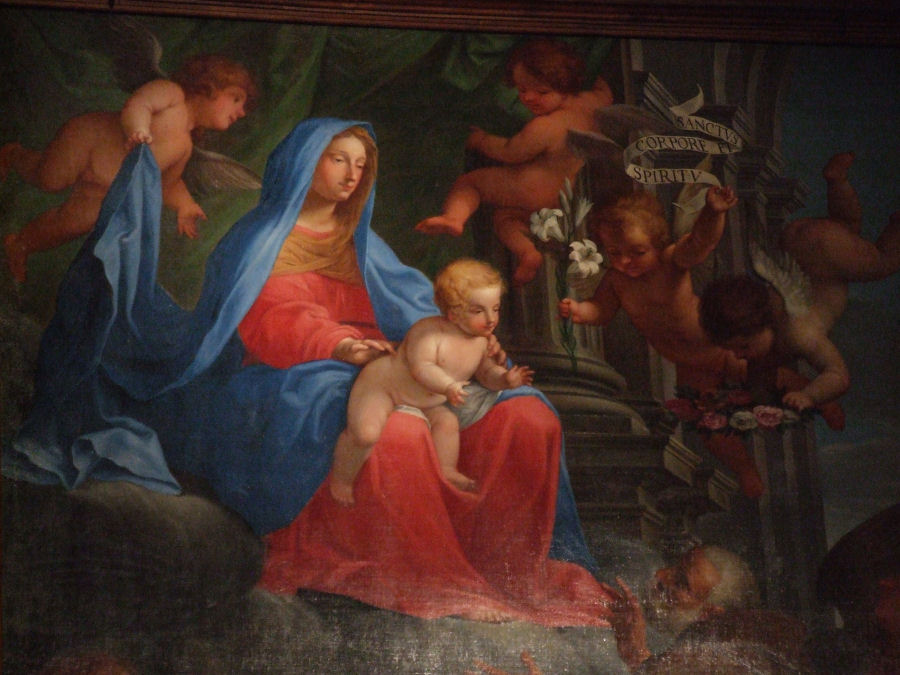
Vision des hl. Franziskus, Altarbild in der Kirche der hll. Nikolaus und Franziskus

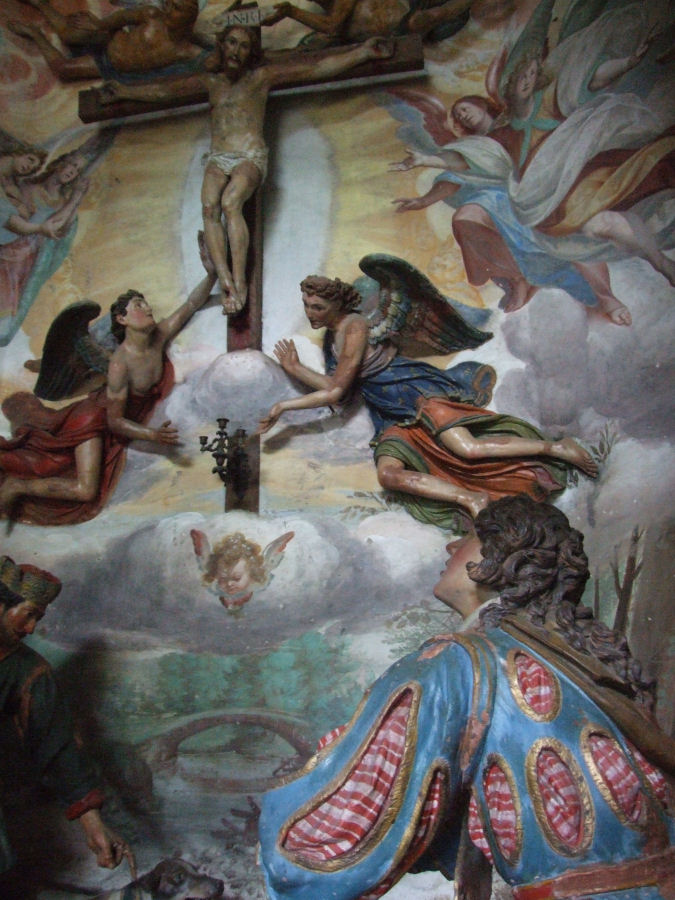
Die Berufung des hl. Franziskus vor einem Kruzifix in San Damiano

Der Sacro Monte d’Orta erhebt sich auf einem Hügel im Mittelpunkt der Halbinsel Orta San Giulio am Ostufer des Ortasees. Die Vorgeschichte seiner Errichtung ähnelt der des Sacro Monte di Varallo. Im Unterschied zu anderen Sacri Monti ist derjenige von Orta vollständig dem Gedächtnis eines einzigen Heiligen gewidmet. Die Kapellen des Pilgerwegs stellen Szenen aus dem Leben des hl. Franziskus dar. Der Sacro Monte  Monte d’Orta wurde zwischen 1590 und 1788 errichtet. In der ersten Bauphase von 1590 bis 1630 wurden Gebäude im manieristischen Stil errichtet, in der zweiten Bauphase bis Ende des 17. Jahrhunderts vorwiegend barocke.
1583 beschlossen die Bewohner von Orta, auf einem Hügel im Selva di San Nicolao („Wald des hl. Nikolaus“) einen Konvent für die Kapuziner und eine Reihe von Kapellen zu errichten. Die ersten Stifter waren der Novareser Amico Canobio, der Abt des Klosters San Bartolomeo di Vallombrosa in Novara, die Bewohner von Orta und andere Wohltäter. Das Schema der Anlage wurde von dem Kapuziner P. Cleto aus Castelletto sopra Ticino entworfen, einem Architekten. Ursprünglich war die Errichtung von 36 Kapellen geplant, von denen zwanzig gebaut wurden. Die Arbeiten für den Bau des Klosters begannen 1590. Mit der Errichtung der Kapellen begann man ein Jahr später, mit der späteren Kapelle XX –, in deren Innerem die Kanonisation des hl. Franziskus dargestellt wurde. Der damalige Bischof von Novara, Carlo Bascapè, der Karl Borromäus besonders verehrte, kümmerte sich zwischen 1593 und 1615 selbst um die organisatorischen und künstlerischen Einzelheiten des Vorhabens. 
Die aus dem 11. Jahrhundert stammende Kirche auf dem Gipfel des Sacro Monte ist dem hl. Nikolaus geweiht. Im Zuge der Arbeiten wurde sie im Stil der unteren Basilika San Francesco in Assisi umgestaltet und dem hl. Franziskus als Mitpatron geweiht. Diese Umgestaltung trug dem Komplex den Beinamen „Assisi des Nordens“ ein.  Der hölzernen Pietà in der Kirche wird ein Wunder zugeschrieben, das sich 1538 zugetragen haben soll. Es handelt sich um eine Skulptur deutscher Machart, deren Entstehung ins 10. bis 11. Jahrhundert datiert wird. Das in eine barocke Nische eingefügte Marienbildnis wurde im September 2006 gekrönt, die Kronen sind Werk und Geschenk einer Mailänder Goldschmiedewerkstatt.

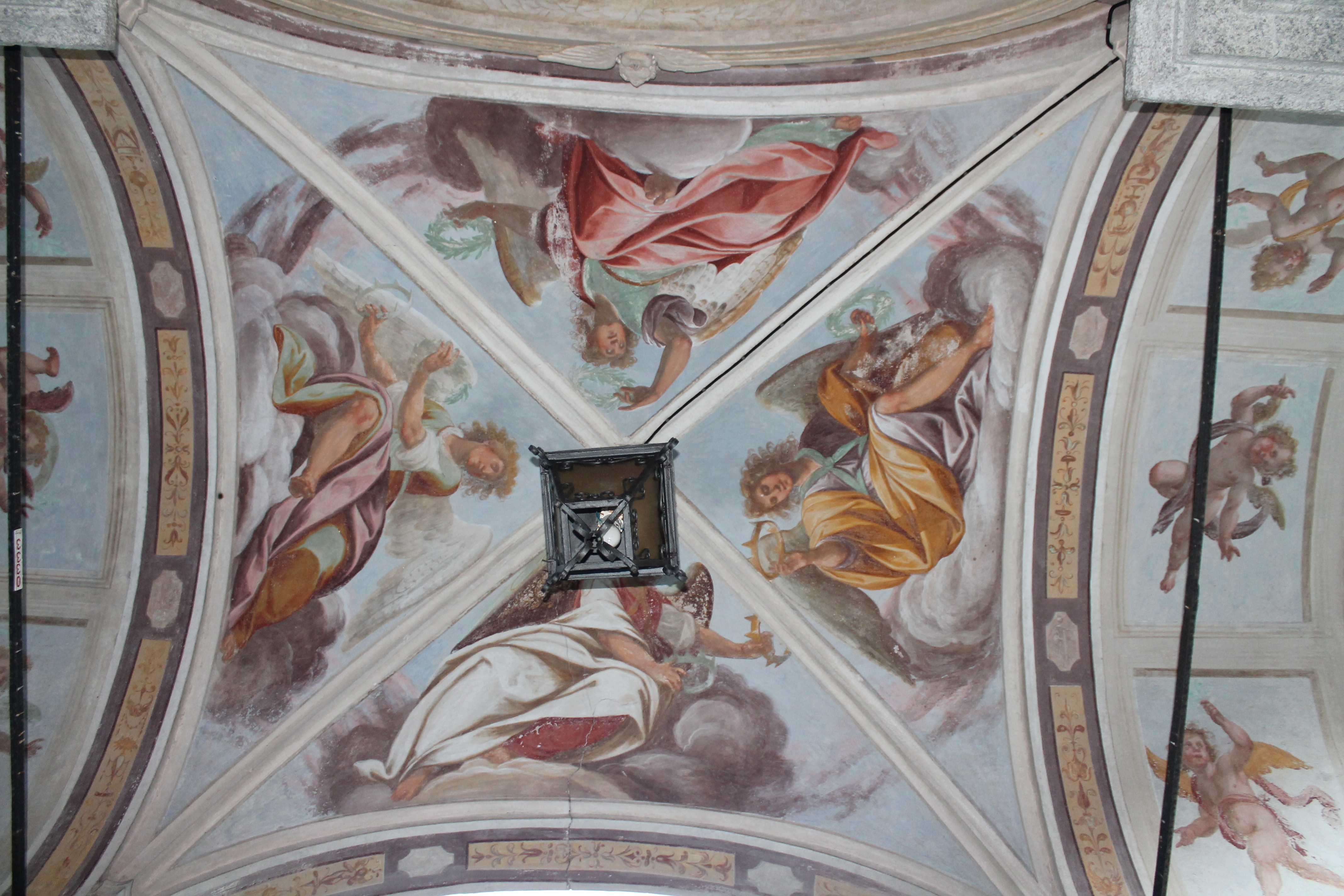
Deckenfresko in einer der Kapellen

In den Kapellen, die an einem spiralförmig aufwärts führenden Weg liegen, finden sich szenische Darstellungen mit insgesamt 376 lebensgroßen Statuen aus bemalter Terrakotta und zahlreiche Fresken mit Episoden aus dem Leben des hl. Franziskus. Auf dem Eingangsbogen befindet sich eine Statue des Heiligen von Dionigi Bussola.

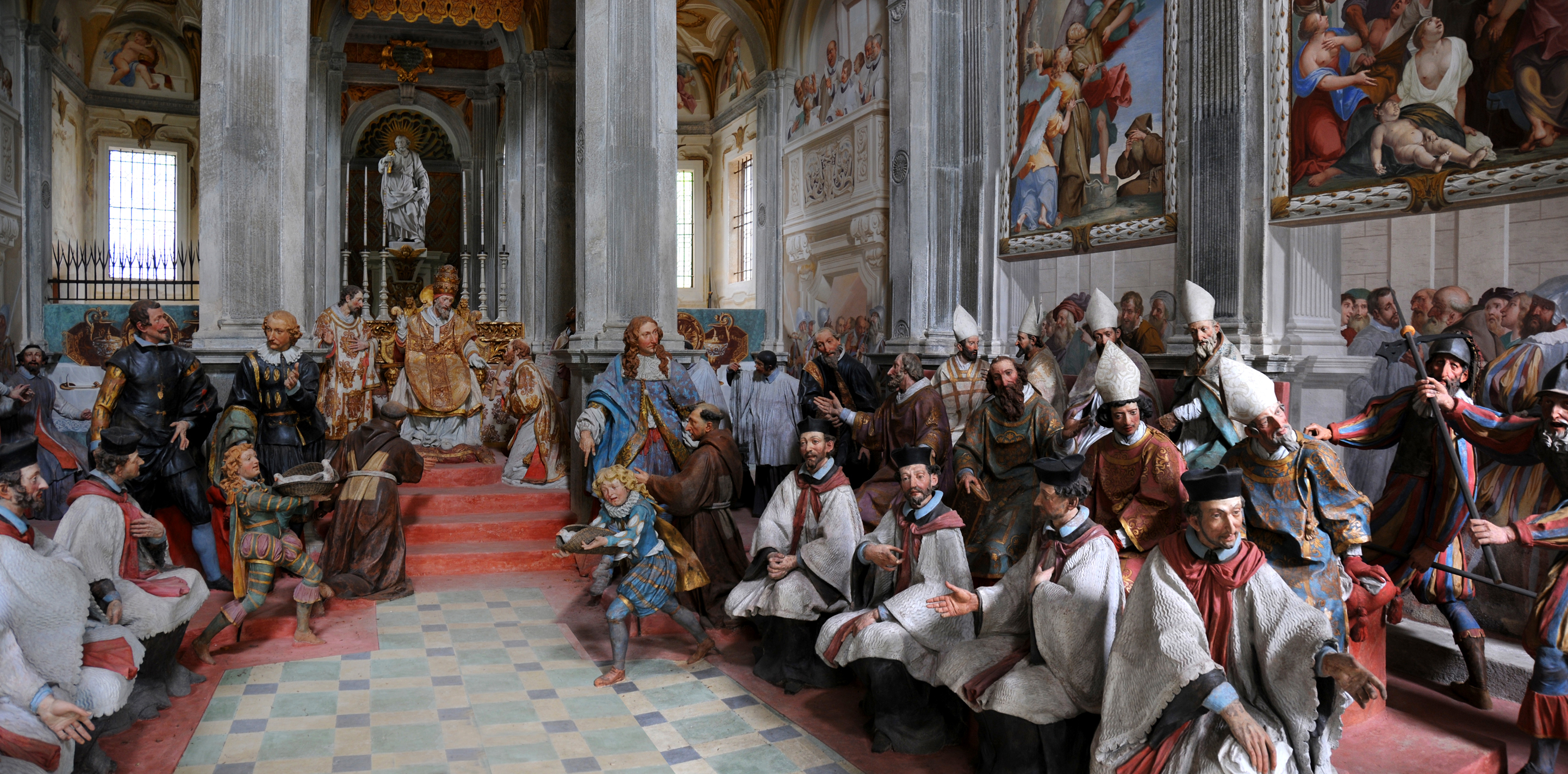
Kapelle VII, die Bestätigung der Regel des hl. Franziskus

In einer ersten Bauphase bis Mitte des 17. Jahrhunderts waren Künstler tätig, die das Vertrauen von Bascapè und seiner direkten Nachfolger genossen, unter ihnen die Bildhauer Giovanni d’Enrico und Cristoforo Prestinari sowie die Maler Giovanni Battista und Giovanni Mauro della Rovere – genannt die Fiammenghini –, Pier Francesco Mazzucchelli, genannt Marazzone, und Antonio Maria Crespi. Letzterer stammte aus der Familie der Crespi Castoldi; seine Herkunft aus Busto Arsizio trug ihm als Künstler den Beinamen „il Bustino“ ein. In der zweiten Hälfte des 17. Jahrhunderts war der Bildhauer Dionigi Bussola am Sacro Monte tätig. Dieser war zuvor leitender Bildhauer am Mailänder Dom. Mailänder waren auch die Gebrüder Carlo Francesco und Giuseppe Nuvolone (Kapellen X und XVII). Ab dem Ende des Jahrhunderts wirkte der Maler Stefano Maria Legnani; in der ersten Hälfte des 18. Jahrhunderts kamen weitere Mailänder Künstler hinzu, der Bildhauer Carlo Beretta und der Maler Federico Bianchi.
Neben der Kirche liegen zwei klösterliche Gebäude, von denen ursprünglich eines für den Kapuzinerkonvent bestimmt war. Dieses ging nach der napoleonischen Ära in Privatbesitz über. Im anderen Kloster lebt ein Konvent Franziskaner, die die Wallfahrtsstätte betreuen.

## Kapellen
Die zwanzig Kapellen sind der Wiedergabe des Lebens des hl. Franziskus gewidmet. 
| Anordnung der Kapellen | Anordnung der Kapellen                                                                                | Anordnung der Kapellen | Anordnung der Kapellen | Anordnung der Kapellen                                                                         |
| ---------------------- | --- | ---------------------- | ---------------------- | ---------------------------------------------------------------------------------------------- |
| I                      | Geburt des hl. Franziskus                                                                             |                        | XI                     | Der hl. Franziskus erhält das Ablassprivileg für die Portiuncula                               |
| II                     | Der Gekreuzigte spricht zum hl. Franziskus in der Kirche San Damiano                                  |                        | XII                    | Christus diktiert dem hl. Franziskus die Ordensregel                                           |
| III                    | Der hl. Franziskus legt in die Hände des Bischofs das Armutsgelübde ab                                |                        | XIII                   | Um der Demut willen lässt sich der hl. Franziskus unbekleidet durch die Straßen Assisis führen |
| IV                     | Der hl. Franziskus hört die Messe                                                                     |                        | XIV                    | Der hl. Franziskus trifft den Sultan von Ägypten                                               |
| V                      | Die Einkleidung der ersten Jünger des hl. Franziskus                                                  |                        | XV                     | Der hl. Franziskus empfängt die Stigmata auf dem Monte Verna                                   |
| VI                     | (Apsis) Der hl. Franziskus schickt die Brüder zum Predigen (Schiff) Die Wunder bestätigen die Predigt |                        | XVI                    | Der schwerkranke Franziskus kehrt kurz vor seinem Tode nach Assisi zurück                      |
| VII                    | Innozenz III. bestätigt die Ordensregel des hl. Franziskus und seiner ersten Gefährten                |                        | XVII                   | Der Tod des hl. Franziskus                                                                     |
| VIII                   | Der hl. Franziskus erscheint den Brüdern im Traum, entschwindend auf einem Feuerwagen                 |                        | XVIII                  | Das Grab des hl. Franziskus                                                                    |
| IX                     | Die Einkleidung der hl. Klara                                                                         |                        | XIX                    | Die Wunder am Grab des Heiligen                                                                |
| X                      | Der Sieg des hl. Franziskus über die Versuchungen                                                     |                        | XX                     | Die Kanonisation des Heiligen                                                                  |

## Bibliographie
- Luigi Zanzi, Paolo Zanzi (a cura di): Atlante dei Sacri Monti prealpini. Skira, Milano 2002, p. 91
- Elena de Filippis, Fiorella Mattioli Carcano: Guida al Sacro Monte di Orta. Omegna, 2001